# 1234

## Esdeveniments
- El regne Jin va quedar totalment sotmès als mongols.[1]
- Primer ús de la impremta a Corea
- Es decideix el matrimoni de Violant d'Hongria amb Jaume el Conqueridor[2]
- Crida a la croada de Bòsnia, que començaria un any després
- S'acaben de confegir els Decretals de Gregori IX

## Naixements
- Febrer - Mongòlia: Abaka, kan Il-kan successor d'Hulegu.

## Necrològiques
- 24 de novembre: Guillem de Cabanelles, bisbe de Girona (1227-1234).
- Sanç VII de Navarra